# 南勢
南勢（なんせい）は、令制国の伊勢国南部に由来する地域名称で、現在の三重県を5つに区分した「北勢」「伊賀」「中勢」「南勢」「東紀州」のひとつ。志摩国全域を含むため「伊勢志摩」の呼称が用いられることも多く、厳密には紀伊国の一部（大紀町錦）も含んでおり、三国にまたがる。

## 生活創造圏
県下では、9つの生活創造圏が県庁により設定されている。
- 生活創造圏の地図
- 生活創造圏ビジョン

南勢は、このうちの「伊勢志摩創造圏」に相当し、伊勢県民センターが管轄している。
- 伊勢志摩生活創造圏：伊勢市、鳥羽市、志摩市、玉城町、度会町、大紀町、南伊勢町
- 人口212,087人、面積1,145.74km²、人口密度185人/km²。（2025年3月1日、推計人口）

別の定義ではこれに松阪市と多気郡を加える場合がある。
- 松阪市と多気郡を加えた場合、人口407,786人、面積2,276.3km²、人口密度179人/km²。（2025年3月1日、推計人口）

## 都市圏

### 都市雇用圏
都市雇用圏（10% 通勤圏）の変遷
- 10% 通勤圏に入っていない自治体は、各統計年の欄で灰色かつ「-」で示す。

| 自治体 ('80) | 1980年                 | 1990年                 | 1995年                 | 2000年                 | 2005年                 | 2010年                 | 自治体 （現在） |
| ------------ | ---------------------- | ---------------------- | ---------------------- | ---------------------- | ---------------------- | ---------------------- | --------------- |
| 伊勢市       | 伊勢 都市圏 15万7669人 | 伊勢 都市圏 15万9664人 | 伊勢 都市圏 16万0792人 | 伊勢 都市圏 15万9595人 | 伊勢 都市圏 18万1985人 | 伊勢 都市圏 19万0486人 | 伊勢市          |
| 二見町       | 伊勢 都市圏 15万7669人 | 伊勢 都市圏 15万9664人 | 伊勢 都市圏 16万0792人 | 伊勢 都市圏 15万9595人 | 伊勢 都市圏 18万1985人 | 伊勢 都市圏 19万0486人 | 伊勢市          |
| 小俣町       | 伊勢 都市圏 15万7669人 | 伊勢 都市圏 15万9664人 | 伊勢 都市圏 16万0792人 | 伊勢 都市圏 15万9595人 | 伊勢 都市圏 18万1985人 | 伊勢 都市圏 19万0486人 | 伊勢市          |
| 御薗村       | 伊勢 都市圏 15万7669人 | 伊勢 都市圏 15万9664人 | 伊勢 都市圏 16万0792人 | 伊勢 都市圏 15万9595人 | 伊勢 都市圏 18万1985人 | 伊勢 都市圏 19万0486人 | 伊勢市          |
| 玉城町       | 伊勢 都市圏 15万7669人 | 伊勢 都市圏 15万9664人 | 伊勢 都市圏 16万0792人 | 伊勢 都市圏 15万9595人 | 伊勢 都市圏 18万1985人 | 伊勢 都市圏 19万0486人 | 玉城町          |
| 度会町       | 伊勢 都市圏 15万7669人 | 伊勢 都市圏 15万9664人 | 伊勢 都市圏 16万0792人 | 伊勢 都市圏 15万9595人 | 伊勢 都市圏 18万1985人 | 伊勢 都市圏 19万0486人 | 度会町          |
| 鳥羽市       | -                      | -                      | -                      | -                      | 伊勢 都市圏 18万1985人 | 伊勢 都市圏 19万0486人 | 鳥羽市          |
| 南勢町       | -                      | -                      | -                      | -                      | -                      | 伊勢 都市圏 19万0486人 | 南伊勢町        |
| 南島町       | -                      | -                      | -                      | -                      | -                      | 伊勢 都市圏 19万0486人 | 南伊勢町        |
| 大宮町       | -                      | -                      | -                      | -                      | -                      | -                      | 大紀町          |
| 紀勢町       | -                      | -                      | -                      | -                      | -                      | -                      | 大紀町          |
| 大内山村     | -                      | -                      | -                      | -                      | -                      | -                      | 大紀町          |
| 浜島町       | -                      | -                      | -                      | -                      | -                      | -                      | 志摩市          |
| 大王町       | -                      | -                      | -                      | -                      | -                      | -                      | 志摩市          |
| 志摩町       | -                      | -                      | -                      | -                      | -                      | -                      | 志摩市          |
| 阿児町       | -                      | -                      | -                      | -                      | -                      | -                      | 志摩市          |
| 磯部町       | -                      | -                      | -                      | -                      | -                      | -                      | 志摩市          |

- 2004年10月1日：浜島町・大王町・志摩町・阿児町・磯部町が合併し、志摩市となる。
- 2005年
  - 2月14日：大宮町・紀勢町・大内山村が新設合併し、大紀町となる。
  - 10月1日：南勢町・南島町が合併し、南伊勢町となる。
  - 11月1日：伊勢市・二見町・小俣町・御薗村が合併し、による伊勢市となる。

### 定住自立圏
伊勢市・鳥羽市・志摩市・玉城町・度会町・大紀町・南伊勢町は明和町とともに定住自立圏形成協定を結び、伊勢志摩定住自立圏を形成している。

## 医療圏
三重県には二次医療圏として4つの医療圏があり（北勢、中勢伊賀、南勢志摩、東紀州）、南勢には志摩と合わせて南勢志摩医療圏が設けられており、南勢志摩医療圏の構想区域には松阪、伊勢志摩がある。

## その他の区分
- 中学校や地域のスポーツ大会、各種団体等では、南勢地区を更に区分して、以下のように呼ぶこともある。
  - 伊勢度会（いせわたらい）－話し言葉では「伊勢度（いせわた）」も使われる。伊勢市、度会郡玉城町・度会町・南伊勢町・大紀町。
  - 鳥羽志摩（とばしま）－鳥羽市、志摩市。
  - 鳥羽志勢（とばしせい）－「鳥羽志勢広域連合」など主に行政当局が用いる。鳥羽市、志摩市、度会郡南伊勢町。